# Tuc dera Pincèla
El Tuc dera Pincèla  es una montaña de los Pirineos de 2534 metros, situada en la comarca del Valle de Arán en la provincia de Lérida (España).

## Descripción
El Tuc dera Pincela está situado en la Sierra de la Pincèla, entre los municipios de Viella y Medio Arán y el Alto Arán.
Al sur del Tuc de la Pincela se encuentra el Tuc d'Arenho (2522 m), al NO están situados los lagos del Estanh des Trueites y Estanhs dera Pincèla, en los cuales nace el río de la Pincèla que es afluente del río Varradòs.